# 倉本寛司
倉本 寛司（くらもと かんじ、1926年 - 2004年10月4日）は在アメリカ被爆者協会名誉会長。ハワイ・ホノルル出身。

## 経歴
祖父の代で広島県からハワイに移民する。5歳で祖父の看病のために家族で日本に渡り、日本で育つ。立命館大学専門部工学科卒業、カリフォルニア大学中退。
1945年8月6日、山口県光市の海軍工廠で仕事をしていたが、父親のいた広島市に新型爆弾（原爆）が投下されたのを聞き、翌日広島入りし地獄絵の中、1ヶ月父を捜すが見つからなかった。広島市の復興局で働いたが、父を失い生活は苦しいものだった。
アメリカ国籍を保有していたため、1948年再びアメリカに渡り、カリフォルニア州道路局に勤務。アメリカには広島や長崎で被爆した日系人が多数いたが、被爆者相互の交流はほとんどなかった。1974年サンフランシスコに北カリフォルニア被爆者協会を設立、会長に就任する。
1976年には全米組織として在アメリカ被爆者協会となり代表に就任、州・連邦政府公認の慈善救済福祉団体として平和活動に携わる。著書に『在米五十年 私とアメリカの被爆者』（日本図書刊行会、近代文芸社発売）。